# حوزه انتخابیه سپیدان و بیضا
حوزهٔ انتخاباتی سپیدان و بیضا یکی از حوزه از حوزه‌های استان فارس برای انتخابات مجلس شورای اسلامی است. این حوزه به مرکزیت اردکان، ۱ نماینده دارد.
نماینده دور هشتم و نهم آقای سید عنایت الله هاشمی اردکانی و نماینده دوره دهم آقای علاالدین خادم و 
نماینده دوره یازدهم آقای محسن علیزاده بود و در دوره دوازدهم مجلس شورای اسلامی ، آقای اردوان اکبر پور توانسته است در انتخابات ۱۱ اسفند ۱۴۰۲ با کسب اکثریت آرا به مجلس راه پیدا کند.

## پی‌نوشت و منبع
- «جدول حوزه‌های انتخابیه در انتخابات دهمین دورهٔ مجلس شورای اسلامی» (PDF). مرکز پژوهش و سنجش افکار صدا و سیما. بایگانی‌شده از اصلی (PDF) در ۵ اكتبر ۲۰۱۸. دریافت‌شده در ۱۸ ژوئیه ۲۰۱۶. تاریخ وارد شده در |archive-date= را بررسی کنید (کمک)